# Виджняна Бхикшу
Виджняна Бхикшу, Виджнянабхикшу (санскр. विज्ञानभिक्षु; ок.1550-ок. 1600) — индуистский философ, аскет XVI века из Бихара. Один из представителей санкхья и веданты неадвайтистского толка, сыгравший заметную роль в объединении учений. Почитается святым.
Предпринял попытку синтеза йоги, неадвайтистской веданты и санкхьи с привлечением понятийного арсенала и других школ. Работа в рамках различных философских систем обнаруживает его стремление превзойти знаменитого энциклопедиста Ванаспати Мишру, а комментирование «Веданта-сутры», Упанишад и «шиваитской Гиты» — подражание деятельности Раяюнуджи и Мадхвы, также старавшихся создать антишанкаровскую экспозицию трёх основоположений веданты (прастхана-трая).
Известен своими комментариями к различным направлениям индуистской философии, в частности к текстам Веданта-сутры и йоги Патанджали. По его мнению, между философией веданты, йоги и санкхьи существует единство. Считается видным деятелем Адвайта-веданта.

## Избранные сочинения
Ему принадлежит не менее 16 сочинений, среди которых — «Йога-варттика» (Разъяснение йоги) — детальный комментарий «Йога-бхашьи» Вьясы. Йога, по Виджняна Бхикшу,— высшее учение, содержащее в себе все остальные системы, и высший путь достижения «освобождения». Духовное начало (пуруша) реализует эту цель, возвращаясь к своему исконному состоянию чистого сознания. То, что ведантисты считают высшим результатом медитации, есть на деле лишь предварительная ступень конечного сосредоточения йогинов — с целью демонстрации этого тезиса очерчивается целая иерархия медитаций.
- Vijnanamritabhashya («The Nectar of Knowledge Commentary»)
- Ishvaragitabhashya («Commentary on the Ishvara Gita»)
- Sankhyasara («Quintessence of the Sankhya»)
- Sankhyasutrabhashya («Commentary on the Sankhya Sutras» of Kapila)
- Yogasarasamgraha («Compendium on the Quintessence of Yoga»)
- Yogabhashyavarttika («Explanation of the Commentary on the Yoga Sutras»)

Другие сочинения Виджняна Бхикшу: Санкхья-сара (Суть санкхьи), Упадешаратнамала (Гирлянда драгоценностей наставления), Брахмадарша (Зеркало Брахмана), а также комментарии к Катха-, Кайвалья-, Майтри-, Мандукья-, Мундака-, Прашна-, Тайттирия- и Шветашватара-упанишаде и к Ишварагите (Песнь Ишвары) из Курма-пураны.